# بياتريس كاسو
بياتريس كاسو (بالإسبانية: Beatriz Caso)‏ هي فنانة مكسيكية، ولدت في 25 مايو 1929، وتوفيت في 30 مارس 2006.